# Santi Pérez
Santiago Pérez Fernández (Grado, Asturias, 5 de agosto de 1977), más conocido como Santi Pérez,  es un ciclista español que fue profesional entre 2001 y 2011.

## Biografía

### Ciclismo amateur
Santi Pérez en categoría amateur militó en el equipo asturiano Deportes Avelino, en el Caja Rural navarro y finalmente en el Saunier Duval cántabro, desde el que dio el salto a profesionales.

### Ciclismo profesional

#### Debut y primeros éxitos
Ya en profesionales debutó en el Barbot-Torrie portugués en 2001, donde inauguró su palmarés con una victoria en la etapa reina de la Vuelta a Navarra y con un triunfo en el final en alto de Sierra de la Estrella en la Vuelta a Portugal que le sirvió para recibir múltiples ofertas de los mejores equipos de aquel momento.

#### Progresión y caídas en el Kelme
En 2002, fichó por el equipo Kelme-Costa Blanca, dirigido por Vicente Belda. Rápidamente destaca haciendo segundo en la etapa reina del Tour de Romandía y cuarto en la clasificación general. De esta manera, días después se presenta como uno de los líderes de su equipo para la disputa del Giro de Italia. En el primer final en alto queda segundo por detrás de Stefano Garzelli, posteriormente descalificado, otorgándole el triunfo parcial a Santi Pérez. Gracias a estas dotes escaladoras, se sitúa segundo en la general despertando la expectación del público español sobre el Giro de Italia. Durante el transcurso de la octava etapa, sufre una aparatosa caída viéndose obligado a abandonar la prueba.
Tras su recuperación, Vicente Belda decide incorporarle en la plantilla del Tour de Francia. Durante la primera semana las famosas montoneras del Tour se ceban con el escalador asturiano y tras la décima etapa debe abandonar la carrera víctima de una tendinitis.

#### Auge en el Phonak
En 2003, recaló en las filas del poderoso Phonak suizo, dirigido por Álvaro Pino. Los primeros meses de la temporada fueron difíciles para el asturiano por las continuas molestias de la rodilla, finalizando con una operación en el mes de junio. Tras este bache vuelve a la competición en la Vuelta a España, finalizando la campaña con un segundo puesto en la tradicional Escalada a Montjuic
En 2004, ya recuperado de su lesión, el Phonak le incorporó en su máximo objetivo, el Tour de Francia, como ayuda en la montaña a Tyler Hamilton. Sin embargo, la gloria le llegaría meses después durante la disputa de la Vuelta a España, en la que vence tres etapas y tras un fuerte duelo en la montaña con Roberto Heras, finaliza segundo tras éste.

#### Positivo y sanción

##### Positivo por tranfusión homóloga
A finales de octubre de 2004 recibió la noticia de que había dado positivo por transfusión homóloga de sangre. El control antidopaje en el que había dado positivo le había sido realizado el 5 de octubre (poco después de la Vuelta), cuando estaba concentrado en Suiza. Su compañero de equipo Tyler Hamilton había dado positivo por ese mismo motivo en la Vuelta.

##### Contraanálisis y sanción
El contraanálisis fue efecutado el 25 y 26 de octubre, dando nuevamente positivo. Pérez denunció que había recibido la notificación en la que se le indicaba la fecha del contraanálisis cuando dichas pruebas ya se estaban realizando, por lo que ni el corredor ni una persona de su entorno pudieron estar presentes en él.
Santi Pérez defendió su inocencia en todo momento.
Finalmente fue sancionado con dos años de suspensión por dopaje.

##### Actividades durante la sanción
Durante este periodo de su vida siguió entrenando y fundó la Escuela de Ciclismo Santi Pérez en su Grado natal, además de colaborar con los medios de comunicación —RTPA, La Nueva España, Punto Radio, Cadena Cope— en la difusión de ciclismo.

##### Operación Puerto
En 2006, en el marco de la Operación Puerto, fue identificado por la Guardia Civil como cliente de la red de dopaje liderada por Eufemiano Fuentes, bajo los nombres en clave número 6, Santi-P, Santi PZ y S.Pere. Entre las pruebas recabadas por el instituto armado se encontraban las siguientes:
- el Documento 114, en el que sus nombres en clave número 6 y Santi-P aparecen en el inventario de bolsas sanguíneas (supuestamente para autotransfusiones) existentes en el arcón frigorífico en mayo de 2004.[8] Las referencias a los nombres en clave que pertenecerían a Pérez desaparecían en los documentos análogos para temporadas posteriores, coincidiendo con la ausencia de Pérez de la competición por su sanción por dopaje.[8]

- el Documento 126, un calendario entre noviembre de 2003 y octubre de 2004 en el que se detallaba un programa de extracciones/reposiciones sanguíneas, administración de fármacos (EPO, Epocrin, hormona de crecimiento, IGF-I y HMG-Lepori, a tomar de enero a junio) y de análisis clínicos, similar al de su compañero de equipo Tyler Hamilton.[8] Las fechas de entrega de los fármacos y sus respectivos precios figuraban anotados en el reverso del documento, coincidiendo con las citas entre doctor y cliente para extracciones (30 de enero, 1 de marzo, 19 de abril, 14 de mayo y 10 de junio) y reposiciones (19 de abril, 14 de mayo, 10 de junio y 1 de julio) de sangre.[8]

- el Documento 111, en el que el doctor Fuentes anotaba en una tabla los gastos realizados por el número 6, y que confirmaría la utilización por parte del cliente de EPO, hormona de crecimiento, IGF-I y testosterona.[8]

El hecho de que los compañeros de equipo Hamilton y Pérez (ambos identificados como cliente de la red de Fuentes) hubieran dado positivo por transfusión homóloga en un estrecho margen de tiempo fue interpretada por la Guardia Civil como un posible método de dopaje que se sumaría a los fármacos y las autotransfusiones. Tiempo después, el diario El País señaló la posibilidad de que el positivo se hubiera debido a un error a la hora de producirse las autotransfusiones a Hamilton y Pérez, dándose a cada uno la sangre destinada al otro.
Pérez no fue sancionado por la Justicia española al no ser el dopaje un delito en España en ese momento, y tampoco recibió ninguna sanción deportiva al negarse el juez instructor del caso a facilitar a los organismos deportivos internacionales (AMA, UCI) las pruebas que demostrarían su implicación como cliente de la red de dopaje.

#### Regreso a la competición

##### 2007
En 2007 volvió a la competición de manos de su paisano Jesús Suárez Cuevas, en las filas del Relax-Gam. El equipo contó esa temporada con cinco ciclistas implicados en la Operación Puerto (Francisco Mancebo, Óscar Sevilla, Ángel Vicioso, Jan Hruška y el propio Pérez), con Jesús Losa como médico y el apoyo del CSD dirigido por Jaime Lissavetzky, Secretario de Estado para el Deporte.
Pérez participó ese año por primera vez en su carrera deportiva la Vuelta a Asturias. En septiembre corrió la Vuelta a España, la carrera que tres años antes le había encumbrado. Fue un año complicado en cuanto a los resultados deportivos, debido a la falta de ritmo de competición provocada por los dos años de parón.

##### 2008
En 2008, tras la desaparición del Relax-Gam, pocos corredores de este equipo pudieron mantenerse en la categoría. Así, Santi Pérez no encontró acomodo hasta mediados de temporada en el Centro de Ciclismo Loulé. Aun así, finalizó entre los diez primeros en todas las pruebas en las que participó y volvió al podio en la última cita de la temporada G.P. Crédito Agrícola.

##### 2009
En 2009 comenzó de mejor forma en el equipo luso dirigido por José Santos, Madeinox-Boavista, en la Clássica de Vieira do Minho puntuable para la Taça de Portugal (trofeo federativo que engloba seis carreras dentro del calendario luso) imponiéndose al sprint sobre su compañero de escapada, el portugués de Liberty Nuno Ribeiro, situándose líder en la general.
En esta misma temporada, Santi participó por segunda vez en su carrera deportiva, en la prueba de su región: La Vuelta a Asturias. Tanto su equipo Madeinox como él hicieron una gran carrera, donde finalizó quinto en la general, disputando la victoria parcial de las dos últimas etapas.

##### 2010
En 2010 regresó al C.C. Loulé-Louletano. Ganó la Subida al Naranco y el G. P. Liberty Seguros en 2010.

##### 2011
En 2011 fichó por el equipo luso Barbot-Efapel, el equipo que le dio la oportunidad de ser profesional en 2001. Participó en la Vuelta a Castilla y León, la Vuelta a Asturias y la G. P. de Llodio, ganando esta última.

## Palmarés
2001
- 1 etapa de la Vuelta a Navarra
- 1 etapa de la Vuelta a Portugal

2004
- 2.º en la Vuelta a España, más 3 etapas

2009
- Clássica de Vieira do Minho

2010
- Subida al Naranco
- Gran Premio Liberty Seguros, más 1 etapa

2011
- Gran Premio de Llodio

## Resultados en Grandes Vueltas
| Carrera | Carrera         | 2001 | 2002 | 2003 | 2004 | 2005 | 2006 | 2007 | 2008 | 2009 | 2010 | 2011 |
| ------- | --------------- | ---- | ---- | ---- | ---- | ---- | ---- | ---- | ---- | ---- | ---- | ---- |
|         | Giro de Italia  | —    | Ab.  | —    | —    | —    | —    | —    | —    | —    | —    | —    |
|         | Tour de Francia | —    | Ab.  | —    | 49.º | —    | —    | —    | —    | —    | —    | —    |
|         | Vuelta a España | —    | —    | 44.º | 2º   | —    | —    | 65.º | —    | —    | —    | —    |

—: no participa

Ab.: abandono

## Equipos
- Barbot-Torrié Cafés-Gondomar (2001)[21]
- Kelme-Costa Blanca (2002)
- Phonak Hearing Systems (2003-2004)
- Relax-GAM (2007)
- Centro Ciclismo de Loulé (2008)
- Madeinox-Boavista (2009)
- Centro Ciclismo de Loulé-Louletano (2010)
- Barbot-Efapel (2011)

## Premios y reconocimientos
- Asturiano del mes de septiembre de 2004 (La Nueva España)
- Moscón de Oro nacional-internacional 2004 (Asociación de Amigos de Grado)[22]
- Caballero de la Orden del Sabadiego 2005[23]